# Llista de topònims d'Arboçols
Llista de topònims (noms propis de lloc) d'Arboçols (Conflent).
Informació actualitzada per un bot. Els canvis manuals es perdran quan s'actualitzi!

## collada
| imatge | Nom                | Ubicat a          | instància de             | Detalls               | coordenades                                                                  | Protecció | Commons (més fotos) | Dades a WD                    |
| ------ | ------------------ | ----------------- | ------------------------ | --------------------- | ---------------------------------------------------------------------------- | --------- | ------------------- | ----------------------------- |
|        | Coll d'en Guers    | Arboçols Campossí | collada                  |                       | 42° 40′ 36″ N, 2° 30′ 11″ E / 42.676763888889°N,2.5029722222222°E 688.8 msnm |           |                     | Modifica les dades a Wikidata |
|        | Collada de Tarerac | Tarerac Arboçols  | collada port de muntanya | Anomenat per: Tarerac | 42° 40′ 55″ N, 2° 29′ 54″ E / 42.682022°N,2.498328°E 688.8 msnm              |           |                     | Modifica les dades a Wikidata |

## església
| imatge | Nom                              | Ubicat a | instància de          | Detalls                      | coordenades                                                   | Protecció                     | Commons (més fotos)                         | Dades a WD                    |
| ------ | -------------------------------- | -------- | --------------------- | ---------------------------- | ------------------------------------------------------------- | ----------------------------- | ------------------------------------------- | ----------------------------- |
|        | Sant Salvador d'Arboçols         | Arboçols | església              |                              | 42° 39′ 48″ N, 2° 29′ 07″ E / 42.66325°N,2.48535°E 580.8 msnm |                               | Église Saint-Sauveur d'Arboussols           | Modifica les dades a Wikidata |
|        | Santa Eulàlia d'Arboçols         | Arboçols | església Ús: església | Estil: arquitectura romànica | 42° 40′ 30″ N, 2° 29′ 12″ E / 42.6749°N,2.48663°E 653.8 msnm  |                               | Église Sainte-Eulalie d'Arboussols          | Modifica les dades a Wikidata |
|        | Santa Maria de les Grades        | Arboçols | església Ús: església | Estil: arquitectura romànica | 42° 39′ 50″ N, 2° 30′ 00″ E / 42.664°N,2.50005°E fr:Marcevol  | monument històric inventariat | Église Notre-Dame des Escaliers de Marcevol | Modifica les dades a Wikidata |
|        | església del priorat de Marcèvol | Arboçols | església              |                              | 42° 39′ 44″ N, 2° 30′ 02″ E / 42.662212°N,2.500663°E          | monument històric catalogat   | Église du prieuré de Marcevol               | Modifica les dades a Wikidata |

## muntanya
| imatge | Nom               | Ubicat a                  | instància de | Detalls | coordenades                                                                           | Protecció | Commons (més fotos) | Dades a WD                    |
| ------ | ----------------- | ------------------------- | ------------ | ------- | ------------------------------------------------------------------------------------- | --------- | ------------------- | ----------------------------- |
|        | Pic de Bau        | Arboçols Eus Campossí     | muntanya     |         | 42° 40′ 20″ N, 2° 27′ 36″ E / 42.672333°N,2.460061°E 1014.4 msnm                      |           |                     | Modifica les dades a Wikidata |
|        | Puig Socarrat     | Arboçols                  | muntanya     |         | 42° 40′ 07″ N, 2° 30′ 00″ E / 42.668486111111°N,2.5000722222222°E Marcèvol 590.1 msnm |           |                     | Modifica les dades a Wikidata |
|        | Puig de Rabassers | Arboçols Eus Marqueixanes | muntanya     |         | 42° 39′ 15″ N, 2° 28′ 27″ E / 42.654258333333°N,2.4740277777778°E 593.1 msnm          |           |                     | Modifica les dades a Wikidata |
|        | Roc Rodon         | Arboçols Marqueixanes     | muntanya     |         | 42° 39′ 10″ N, 2° 29′ 40″ E / 42.652733°N,2.494378°E 529.6 msnm                       |           |                     | Modifica les dades a Wikidata |
|        | Roc del Cucut     | Arboçols Tarerac          | muntanya     |         | 42° 41′ 01″ N, 2° 29′ 37″ E / 42.683733°N,2.493733°E 804.5 msnm                       |           |                     | Modifica les dades a Wikidata |
|        | Roc del Moro      | Tarerac Arboçols          | muntanya     |         | 42° 40′ 42″ N, 2° 30′ 04″ E / 42.678227777778°N,2.5010805555556°E 774.5 msnm          |           |                     | Modifica les dades a Wikidata |

## Misc
| imatge | Nom                                               | Ubicat a                                       | instància de                          | Detalls                                                   | coordenades | Protecció                   | Commons (més fotos) | Dades a WD                    |
| ------ | ------------------------------------------------- | ---------------------------------------------- | ------------------------------------- | --------------------------------------------------------- | --- | --------------------------- | ------------------- | ----------------------------- |
|        | Bosc Comunal d'Arboçols                           | Arboçols                                       | bosc comunal                          | Superfície: 0.14km²                                       | 42° 40′ 38″ N, 2° 28′ 20″ E / 42.677222222222°N,2.4722222222222°E                                                               |                             |                     | Modifica les dades a Wikidata |
|        | Golf de Marcèvol                                  | Arboçols                                       | camp de golf projecte abandonat       |                                                           | 42° 39′ 48″ N, 2° 30′ 11″ E / 42.663333°N,2.503056°E                                                                            |                             |                     | Modifica les dades a Wikidata |
|        | Llosa del Cortal dels Polls                       | Arboçols                                       | dolmen                                |                                                           | 42° 40′ 07″ N, 2° 27′ 59″ E / 42.6686°N,2.46639°E 930.8 msnm                                                                    |                             |                     | Modifica les dades a Wikidata |
|        | Marcèvol                                          | Pirineus Orientals Arboçols districte de Prada | municipi francès                      |                                                           | 42° 39′ 50″ N, 2° 30′ 02″ E / 42.6639°N,2.5006°E 42° 39′ 50″ N, 2° 30′ 00″ E / 42.663852777778°N,2.500075°E Conflent 578.7 msnm |                             | Marcevol            | Modifica les dades a Wikidata |
|        | Nossa                                             | Arboçols Vinçà                                 | indret                                |                                                           | 42° 38′ 59″ N, 2° 30′ 47″ E / 42.6497°N,2.51306°E 242.2 msnm                                                                    |                             |                     | Modifica les dades a Wikidata |
|        | Oltrera                                           | Pirineus Orientals districte de Prada Arboçols | despoblat                             |                                                           | 42° 40′ 19″ N, 2° 30′ 40″ E / 42.671927777778°N,2.5111416666667°E Conflent 574 msnm                                             |                             |                     | Modifica les dades a Wikidata |
|        | Santa Maria de Marcèvol                           | Arboçols                                       | priorat                               | Estil: arquitectura romànica                              | 42° 39′ 45″ N, 2° 30′ 00″ E / 42.6625°N,2.5°E fr:Marcevol                                                                       | monument històric catalogat | Prieuré de Marcevol | Modifica les dades a Wikidata |
|        | Tet                                               | Pirineus Orientals                             | riu                                   | Desemboca: mar Mediterrània Llarg: 115.8km Conca: 1369km² | 42° 42′ 48″ N, 3° 02′ 23″ E / 42.713333333333°N,3.0397222222222°E                                                               |                             | Têt                 | Modifica les dades a Wikidata |
|        | casa de la vila d'Arboçols                        | Arboçols                                       | instal·lació Ús: seu del govern local |                                                           | 42° 39′ 48″ N, 2° 29′ 10″ E / 42.6632742930627°N,2.48618347827424°E fr:66320 ARBOUSSOLS                                         |                             |                     | Modifica les dades a Wikidata |
|        | mural romànic amb Crist en glòria voltat d'àngels | Arboçols                                       | mural                                 |                                                           | Santa Maria de Marcèvol | monument històric catalogat |                     | Modifica les dades a Wikidata |
|        | pica baptismal al priorat de Marcèvol             | Arboçols                                       | pica d'aigua beneita                  |                                                           | Santa Maria de Marcèvol | monument històric catalogat |                     | Modifica les dades a Wikidata |
|        | portes i pintures del priorat de Marcèvol         | Arboçols                                       | grup                                  |                                                           | Santa Maria de Marcèvol | monument històric catalogat |                     | Modifica les dades a Wikidata |